# نظر حسين
نظر حسين (24 أغسطس 1988 في باكستان - ) هو لاعب كريكت باكستاني. لعب مع State Bank of Pakistan cricket team ‏ وQuetta cricket team ‏ وRawalpindi cricket team ‏.

## وصلات خارجية
- نظر حسين على موقع إي آس بي آن كريك إنفو (الإنجليزية)